# Адариди, Август-Карл-Михаил Михайлович
Август-Карл-Михаил Михайлович Адариди (1859—1940) — российский военачальник, генерал-лейтенант Генерального штаба, военный писатель.

## Биография
Родился 29 августа 1859 года. Лютеранин. Из дворян. Получил домашнее образование.

### Военная деятельность
- В службу вступил 01.09.1876.
- Окончил Николаевское инженерное училище (1879).
- Выпущен прапорщиком (ст. 07.03.1879) в лейб-гвардии Семеновский полк.
- Подпоручик (ст. 30.08.1884).
- Поручик (ст. 01.01.1885). Окончил Николаевскую академию Генерального штаба (1888; по 1-му разряду).
- Штабс-капитан гвардии с переименованием в капитаны Генерального штаба (ст. 31.03.1888).
- Состоял при Варшавском военном округе. Помощник старшего адъютанта штаба Варшавского военного округа (26.11.1888-27.07.1892).
- Цензовое командование ротой отбывал в лейб-гвардии Семеновском полку (22.09.1889-12.11.1890).
- Состоял в прикомандировании к Оренбургскому казачьему юнкерскому училищу для преподавания военных наук (27.07.1892-10.02.1894).
- Подполковник (ст. 30.08.1892).
- Штаб-офицер при управлении 56-й пехотной резервной бригады (10.02.1894-04.12.1899).
- Полковник (ст. 24.03.1896). Цензовое командование батальоном отбывал в 4-м гренадерском Несвижском полку (01.05.-01.09.1897).
- Начальник штаба 35-й пехотной дивизии (04.12.1899-19.03.1903).
- Командир 98-го пехотного Юрьевского полка (19.03.1903-18.07.1905).
- Участник русско-японской войны 1904—1905. Был контужен.
- Генерал-майор (пр. 1907; ст. 18.02.1905; за боевые отличия).
- Состоял в прикомандировании к Главному штабу (18.07.1905-03.10.1906).
- Член Военно-исторической комиссии по описанию русско-японской войны (03.10.1906-29.12.1909).
- Начальник штаба 12-го армейского корпуса (29.12.1909-02.04.1914).
- Генерал-лейтенант (пр. 1914; ст. 02.04.1914; за отличие).
- Начальник 27-й пехотной дивизии (02.04.1914-02.02.1915).
- Участник Первой мировой войны:
  - Участник похода в Восточную Пруссию в 08.-09.1914, боев при Сталлупёнене 04(17).08.1914 и Гумбиннене 07(20).08.1914, где его дивизия сыграла решающую роль в благоприятном для русской стороны исходе боя. Показал себя прекрасным тактиком и оператором[1][нет в источнике].
  - 26.10.1914 — распоряжением генерала Епанчина, командира 3-го армейского корпуса, в состав которого входила дивизия Адариди, был отрешен от командования дивизией по причине отказа в исполнении полученного приказания штаба корпуса (каковой факт Адариди позже полностью отрицал). После краткого расследования инцидента, которое было поручено командующим 10-й армией генералом Сиверсом коменданту крепости Ковно генералу Григорьеву, было возбуждено дело о предании Адариди суду по ряду статей СВП.
  - 23.01.1915 — телеграммой генерала Епанчина Адариди, который состоял в резерве чинов при штабе Двинского военного округа, было предложено подать прошение об увольнении от службы, что Адариди и сделал 24.01.1915.
  - 02.02.1915 — Адариди был уволен от службы без мундира.
  - 31.10.1915 — военно-окружной суд Двинского военного округа признал Адариди невиновным в предъявленных ему обвинениях.
  - 17.11.1915 — Адариди подал прошение о возвращении на службу, утверждая, что был уволен несправедливо, а расследование по его делу проводилось формально и пристрастно (к тому моменту все организаторы расследования уже были отстранены от должностей и отправлены в отставку). Однако из-за крайне скверной аттестации, которую дал Адариди при увольнении со службы генерал Сиверс, в возвращении его на службу было отказано, хотя право ношения мундира было ему возвращено.

Служил в РККА с 1918 года.
К декабрю 1926 года находился в эмиграции в Финляндии — в Гельсингфорсе. Член полкового объединения. Затем во Франции. Умер в Перро сюр Марн 15 ноября 1940 года.
Был женат и имел двоих детей.

### Литературная деятельность
Военно-литературная деятельность Адариди началась с 1880 года статьей в «Русском инвалиде» и с тех пор непрерывно продолжалась в «Русском инвалиде», «Военном сборнике» и «Разведчике». В 1881 году им под редакцией генерал-лейтенанта П. П. Карцова был издан «Полный учебник для полковых учебных команд», а в 1882 году, в сотрудничестве с Л. Детловым — «Учебник» для тех же команд, выдержавший 22 издания.
Адариди сотрудничал также в Энциклопедии военных и морских наук под редакцией генерала Г. А. Леера, издавал отдельные брошюры по военным вопросам. После русско-японской войны, по мысли Адариди, для ознакомления русской публики с отзывами и выводами иностранцев об этой войне, В. А. Березовским было предпринято издание целой серии переводных сочинений: «Русско-японская война в наблюдениях и суждениях иностранцев».
Будучи членом военно-исторической комиссии по описанию русско-японской войны и им составлен том V этой истории — «Мукденское сражение» и дополнение к тому VI — «Набег на Инкоу».

## Награды
Ордена:
- Святого Станислава 3-й степени (1891);
- Святой Анны 3-й степени (1899);
- Святого Станислава 2-й степени (1902);
- Святой Анны 2-й степени (1905);
- Святого Владимира 4-й степени с мечами и бантом (1906);
- Мечи к Святой Анне 2 степени (1910);
- Святого Владимира 3-й степени (06.12.1909);
- Святого Станислава 1-й степени (06.12.1912).
- Иностранные — командорский крест датского ордена Данеброга 2-й степени.